# طيران يتي الرحلة 691
رحلة خطوط يتي الجوية 691 هي رحلة محلية في النيبال، كانت مُجدولة للإقلاع من مطار تريبهوفان الدولي في كاتماندو إلى مطار بوخارا الدولي في بوخارا. في 15 يناير 2023، تحطمت الطائرة من طراز إيه تي آر 72-500 التي كانت تشغل هذه الرحلة على ضفة نهر سيتي أثناء هبوطها في بوخارا. كانت الرحلة تقِل 72 شخصًا: 68 مسافراً بينهم 15 أجنبياً وطاقم الطائرة المكون من 4 أفراد. وأسفر الحادث عن مقتل جميع ركابها.

## الركاب وطاقم الطائرة
كان على متن الطائرة 72 شخصاً، 68 من الركاب و4 من أفراد طاقم الطائرة. وقد كان من بين الضحايا 6 أطفال، ثلاثةً منهم رضع، و37 رجلاً، و25 امرأة.
| الجنسيات        | الركاب | الطاقم | المجموع | المراجع |
| --------------- | ------ | ------ | ------- | ------- |
| النيبال         | 53     | 4      | 57      | [ 5 ]   |
| الهند           | 5      | 0      | 5       | [ 6 ]   |
| روسيا           | 4      | 0      | 4       | [ 7 ]   |
| كوريا الجنوبية  | 2      | 0      | 2       | [ 8 ]   |
| الأرجنتين       | 1      | 0      | 1       | [ 9 ]   |
| أستراليا        | 1      | 0      | 1       | [ 10 ]  |
| فرنسا           | 1      | 0      | 1       | [ 11 ]  |
| المملكة المتحدة | 1      | 0      | 1       | [ 12 ]  |
| Total           | 68     | 4      | 72      |         |